# Doña Jimena (dulces)
Doña Jimena es la marca comercial del grupo Productos J. Jiménez S. A. dedicada a la producción de turrones, bombones y dulces navideños entre otros productos. Posee tres fábricas, la principal en Alcaudete en la provincia de Jaén, otra en Sonseca, en la provincia de Toledo y la última en Noguerones (pedanía de Alcaudete) dedicada a la producción de aceite de oliva. En la actualidad está presente en 60 países, en algunos de ellos a través de filiales propias.

## Historia
En 1961 Jerónimo Jiménez funda en Alcaudete (provincia de Jaén) la empresa Productos J. Jiménez con la intención de producir dulces navideños. Registró la marca Doña Jimena en honor a la historia y tradición española en el nombre de la esposa del Cid Campeador, Jimena Díaz (Doña Jimena).
Durante los primeros 30 años, Doña Jimena produjo los típicos productos navideños como mazapanes, turrones de almendra, hojaldres, etc. Pero ya en 1990 la empresa decide fabricar también productos chocolateros como snacks, bombones y chocolates belgas entre otros.

### En la actualidad[1]
La marca "Doña Jimena" esta hoy en día presente en más de 60 países de América, Europa, Oriente Medio y Asia. En México, Argentina, Portugal y Estados Unidos está presente a través de filiales propias. Entre sus dos fábricas emplea a unas 300 personas. En el apartado de marketing, destacan las campañas publicitarias en televisión coincidiendo con fechas como la Navidad y el día de San Valentín. A su producción de dulces y chocolates se ha unido la producción de Aceite de oliva bajo la marca Reales Castillos de Jaén, que ha ayudado a que en la actualidad la facturación de la compañía ronde los 60 millones de euros con un 40% de producción dedicada a la exportación.

## Filiales
Filiales del grupo Productos J. Jiménez S.A.:
- Productos J. Jiménez S.L. Alcaudete, provincia de Jaén, España
- Turrones, mazapanes y dulces de Sonseca S.L. (Tumadul) Sonseca, provincia de Toledo, España
- Reales Castillos de Jaén (producción de Aceite) Noguerones-Alcaudete, provincia de Jaén, España
- Operadora Doña Jimena de México, S.A. de C.V. México, D. F., México
- Doña Jimena Argentina S.A. Buenos Aires, Argentina
- Doña Jimena USA EE. UU.
- Doña Jimena Portugal S.A. Portugal